# Antonio Scandella
Antonio Scandella (* 15. November 1936) ist ein ehemaliger Schweizer Eishockeyspieler, der im Verlauf seiner Karriere für den HC Ambrì-Piotta in der Nationalliga A gespielt hat.

## Karriere
Scandella verbrachte seine komplette NL-Karriere beim HC Ambrì-Piotta, für den er in der Saison 1954/55 in der Nationalliga A debütierte. Nach einer torlosen ersten Spielzeit mit lediglich vier Einsätzen entwickelte er sich im Verlauf der folgenden Jahre zum Stammspieler bei den Tessinern. Im Spieljahr 1956/57 trug Scandella mit zehn Saisontoren erheblich zum Erreichen des dritten Platzes in der Schweizer Meisterschaft bei, mannschaftsintern war lediglich der Kanadier Bob Kelly mit 25 Toren erfolgreicher. Nach der Saison 1963/64 stieg er mit Ambrì in die Nationalliga B ab. Scandella absolvierte mit den Tessinern insgesamt vier Saisons in der zweithöchsten Schweizer Spielklasse. Der Wiederaufstieg gelang nicht. 1969 beendete er seine aktive Karriere. Im Verlauf seiner Karriere absolvierte er insgesamt 201 NL-Spiele, in denen ihm 67 Tore gelangen.